# Burg Wahlwies
Die Burg Wahlwies, auch Bauernwacht genannt, ist eine abgegangene Höhenburg auf dem 589 m ü. NHN hohen Roßberg etwa 1000 Meter südwestlich der Kirche von Wahlwies, einem Stadtteil von Stockach im baden-württembergischen Landkreis Konstanz in Deutschland.
Von der ehemaligen Burganlage, die einem im 13. Jahrhundert vermuteten niederadeligen Adelsgeschlecht zugerechnet werden kann, ist noch ein doppelter 15 Meter breiter und 4 Meter tiefer Graben erhalten. Der Beiname Bauernwacht geht nach lokaler Überlieferung auf eine Fliehburg für die ansässigen Bauern im Dreißigjährigen Krieg zurück.